# Comunidade quilombola Lagoa das Piranhas
Lagoa das Piranhas é uma comunidade remanescente de quilombo, população tradicional brasileira, localizada no município brasileiro de Bom Jesus da Lapa, na Bahia. A comunidade de Lagoa das Piranhas é formada por uma população de 109 famílias, distribuídas em uma área de 9.951,7097 hectares. Segundo relatos orais, a comunidade foi formada em terras que pertenciam à Igreja Católica, no século XVII.
O território foi certificado como remanescente de quilombo (reminiscências históricas de antigos quilombos) pela Fundação Cultural Palmares por meio da Portaria n° 37/2005. Esta comunidade teve o Relatório Técnico de Identificação e Delimitação publicado em 2011 (etapa da regularização fundiária), mas ainda está com a situação fundiária em análise (não titulada) no INCRA.

## Tombamento
O tombamento de quilombos é previsto pela Constituição Brasileira de 1988, bastando a certificação pela Fundação Cultural Palmares:
Art. 216. Constituem patrimônio cultural brasileiro os bens de natureza material e imaterial, tomados individualmente ou em conjunto, portadores de referência à identidade, à ação, à memória dos diferentes grupos formadores da sociedade brasileira [...]
§ 5º Ficam tombados todos os documentos e os sítios detentores de reminiscências históricas dos antigos quilombos.
Portanto, a comunidade quilombola de Lagoa das Piranhas é um patrimônio cultural brasileiro, tendo em vista que recebeu a certificação de ser uma "reminiscência histórica de antigo quilombo" da Fundação Cultural Palmares no ano de 2005.

## Situação territorial
A falta do título da terra (regularização fundiária) cria para as comunidades quilombolas uma dificuldade de desenvolver a agricultura, além dos conflitos com os fazendeiros de suas regiões e a impossibilidade de solicitar políticas sociais e urbanas para melhorias de condições de vida, como infraestrutura urbana de redes de energia, água e esgoto.
Em 2015, a comunidade quilombola de Lagoa das Piranhas recebeu um investimento de R$ 750 mil do Programa de Aceleração do Crescimento (PAC Prevenção) para um sistema de abastecimento de água, que irá auxiliar em períodos de estiagem.
Povos Tradicionais ou Comunidades Tradicionais são grupos que possuem uma cultura diferenciada da cultura predominante local, que mantêm um modo de vida intimamente ligado ao meio ambiente natural em que vivem. Através de formas próprias: de organização social, do uso do território e dos recursos naturais (com relação de subsistência), sua reprodução sócio-cultural-religiosa utiliza conhecimentos transmitidos oralmente e na prática cotidiana.